# 자블리코보역
자블리코보역(러시아어: Зябликово)은 모스크바 지하철 류블린스코 드미트롭스카야 선의 남쪽 종착역이다. 역 남쪽에 자모스크보레츠카야 선과 선로가 연결되어 있다. 이 역은 모스크바 남부 자블리코보, 오레호보보리소보 유즈노예 구역의 경계에 위치한다.

## 역사
자블리코보 역은 2011년 12월 2일에 개장했다.

## 구조
자블리코보 역은 1면 2선의 섬식 승강장 구조로, 지하 역사이다.
이 역은 두 개의 지하 대합실이 존재한다. 북쪽 대합실은 오레호보 대로와 예세나야 거리의 교차로에서 남동쪽으로 뻗어 있으며, 세 개의 엘리베이터와 연결된 야센 스트리트로 양쪽 출입구가 있다. 남쪽 출입구는 야세노프 거리의 동쪽 끝에 위치하고 있으며, 계단과 연결된 동선을 통해서 접근할 수 있다.
크라스노그바르데이스카야 역과는 보행자 데크로 연결되어 상호 환승이 가능하다.

## 이용객
자블리코보 역의 1일 평균 승하차량은 콤소몰스카야 역 다음으로 모스크바 지하철에서 2위를 기록했다.

## 환승
자블리코보 역에서 자모스크보레츠카야 선의 크라스노그바르데이스카야 역으로는 보행자 데크로 연결되어 상호 환승이 가능하다. 개통 당시에는 두 역 모두 각 노선의 시종착역이었다.

## 사진

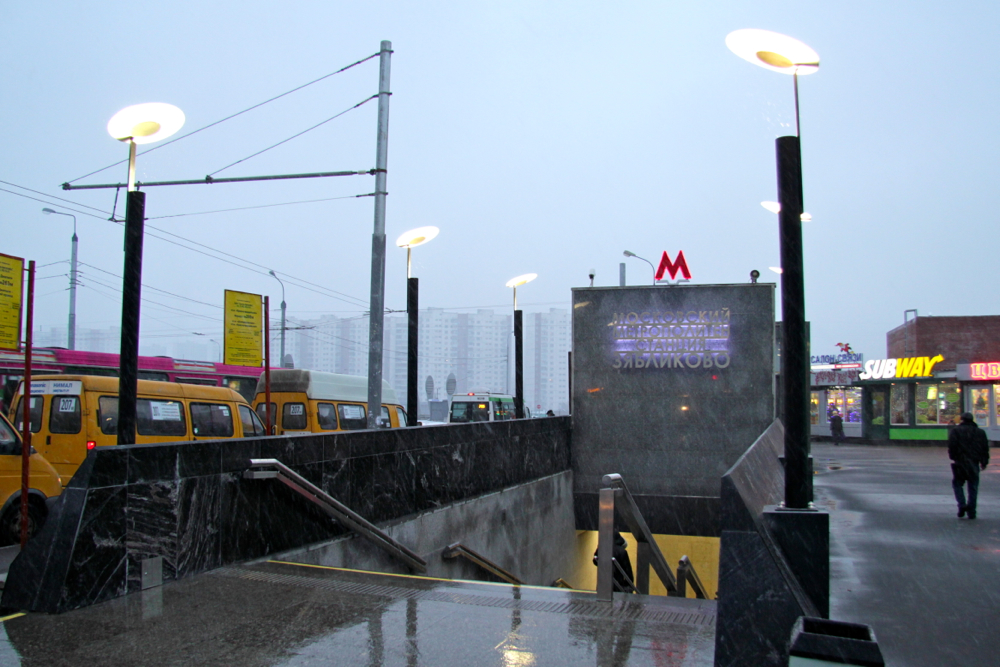
북쪽 출입구
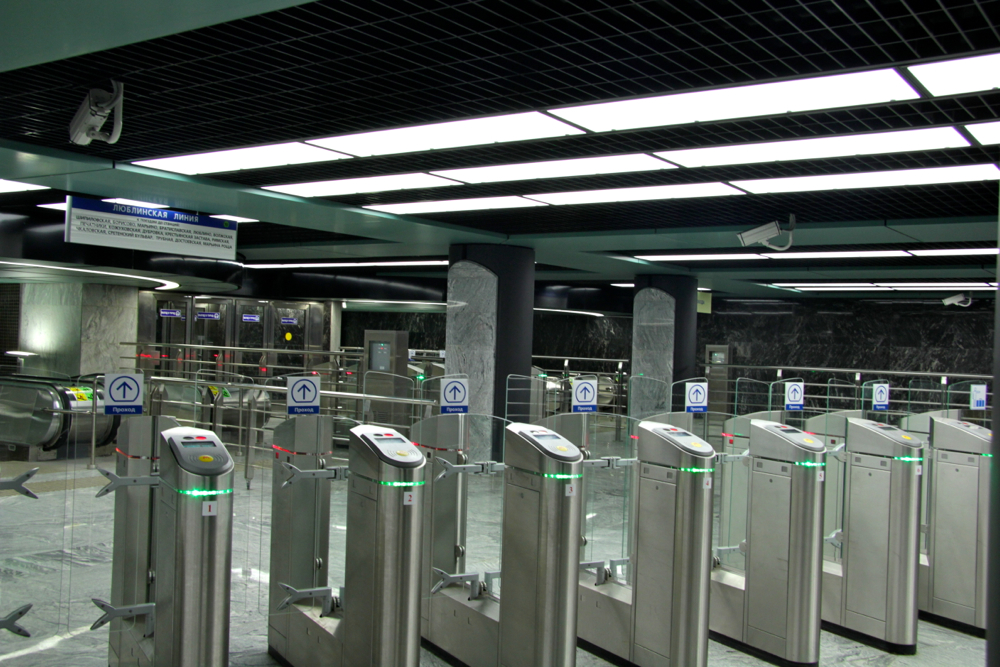
북부 게이트
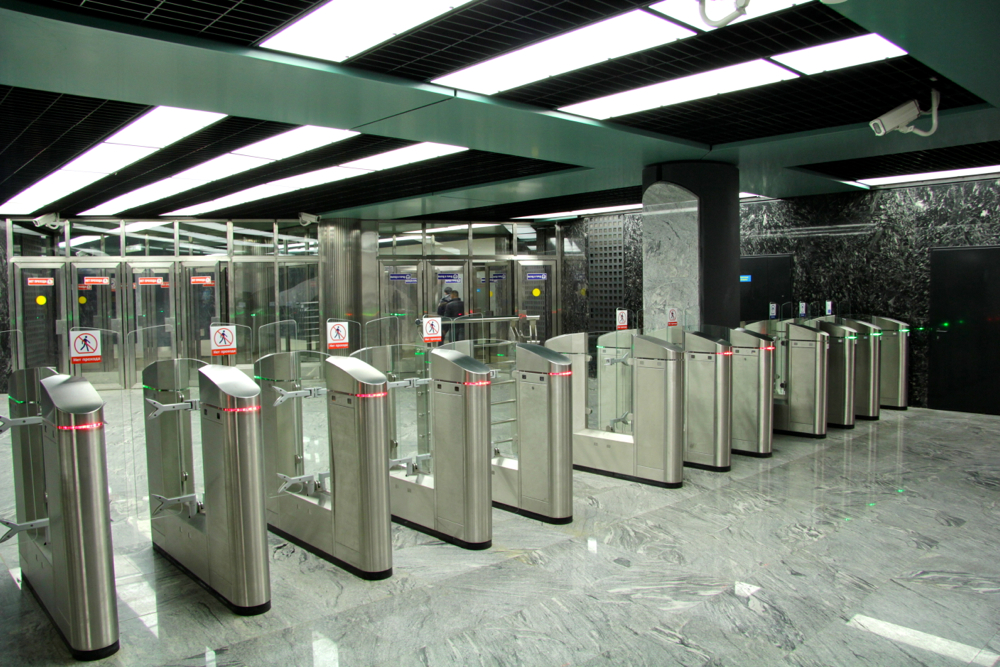
남부 게이트
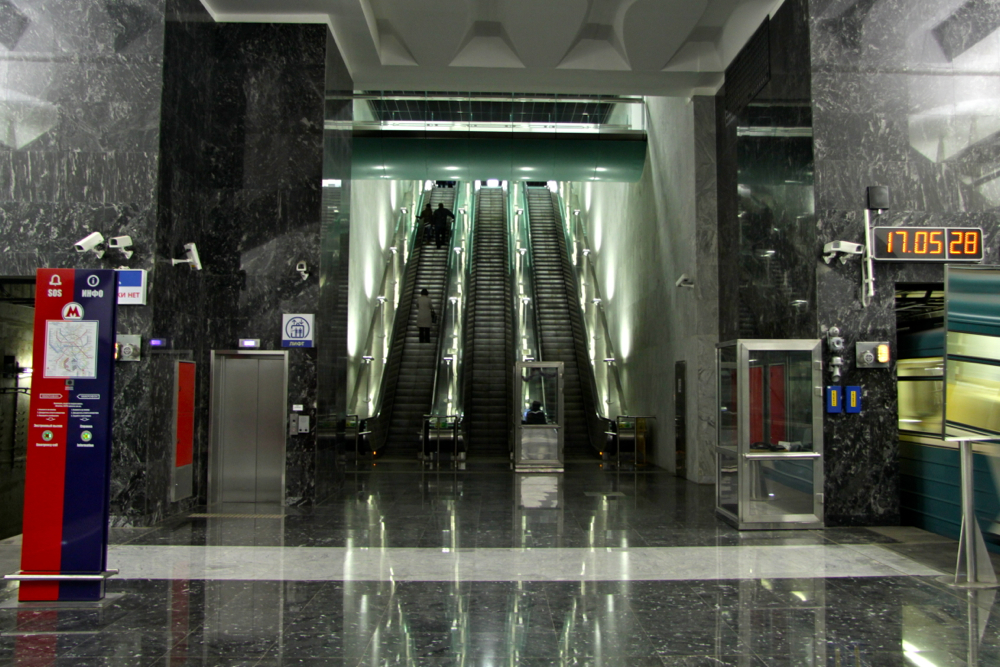
에스컬레이터